# Orthosia bonplandiana
Orthosia bonplandiana är en oleanderväxtart som först beskrevs av Schult., och fick sitt nu gällande namn av Liede och Meve. Orthosia bonplandiana ingår i släktet Orthosia och familjen oleanderväxter. Inga underarter finns listade i Catalogue of Life.